# 6 lutego
6 lutego jest 37. dniem w kalendarzu gregoriańskim. Do końca roku pozostało 328 (w latach przestępnych 329) dni.

## Święta
- Imieniny obchodzą: Amand, Amanda, Antoni, Bogdan, Bogdana, Bohdan, Bohdana, Dorota, Gaston, Joachim, Leon, Leona, Paweł, Szymon, Tytus, Wedast i Zdziewit.
- Jamajka – święto narodowe (Dzień Boba Marleya)
- Laponia – święto narodowe
- Nowa Zelandia, Niue, Tokelau – Rocznica Traktatu z Waitangi
- Międzynarodowe – Międzynarodowy Dzień Zerowej Tolerancji dla Okaleczania Żeńskich Narządów Płciowych (od 2003)
- Wspomnienia i święta w Kościele katolickim[1][2] obchodzą:
  - św. Alfons Maria Fusco (prezbiter)
  - św. Brynolf Algotsson (biskup)
  - św. Dorota z Cezarei (męczennica)
  - św. Franciszek Spinelli (prezbiter, apostoł duchowości eucharystycznej)
  - św. Jakub Kisai (męczennik)
  - św. Paweł Miki i Towarzysze (męczennicy z Nagasaki)
  - św. Waryn z Palestriny (kardynał-biskup)
  - św. Wedast z Arras (biskup)

## Wydarzenia w Polsce
- 1504 – Miasto Wrocław i wrocławska kapituła katedralna zawarły układ kolowratski.
- 1633 – Władysław IV Waza został koronowany w katedrze na Wawelu na króla Polski.
- 1687 – Założono Wyższe Seminarium Duchowne w Przemyślu.
- 1863 – Rozpoczęła się największa podczas powstania styczniowego bitwa pod Siemiatyczami, w której następnego dnia zwycięstwo odniosły wojska rosyjskie.
- 1897 – Zainaugurował działalność Teatr Zagłębia w Sosnowcu.
- 1902 – W Teatrze Miejskim we Lwowie odbyła się polska premiera opery Holender tułacz Richarda Wagnera.
- 1906 – Założono Polski Komitet do Zwalczania Raka.
- 1928 – Założono Związek Pionierów Kolonialnych.
- 1940 – Został przedstawiony tzw. plan Pabsta, przewidujący 10-krotne zmniejszenie i przebudowę Warszawy.
- 1943 – W oficynie kamienicy przy ul. Długiej 44/46 Niemcy odkryli skład broni i tajną drukarnię należące do Narodowych Sił Zbrojnych. W wyniku strzelaniny zginęło kilku żołnierzy NSZ i kilku niemieckich policjantów. 80 konspiratorów i mieszkańców kamienicy zostało aresztowanych, a następnie kobiety deportowano do obozu koncentracyjnego na Majdanku, a mężczyzn rozstrzelano 12 lutego w Lasach Chojnowskich pod Warszawą.
- 1945:
  - Armia Czerwona zajęła Kunowice.
  - Ukazało się pierwsze wydanie górnośląskiego „Dziennika Zachodniego”.
  - Zwycięstwo wojsk polskich w bitwie o Nadarzyce w ramach operacji pomorskiej.
- 1947 – Józef Cyrankiewicz został premierem.
- 1956 – Wyemitowano premierowy spektakl telewizyjnego Teatru Sensacji.
- 1964 – MON udostępniło na potrzeby przyszłej cywilnej części około 10 ha terenu lotniska wojskowego w Balicach pod Krakowem.
- 1968 – Satyryk Janusz Szpotański został skazany na 3 lata pozbawienia wolności.
- 1969 – Lekarz ortopeda Wiktor Dega został pierwszym kawalerem Orderu Uśmiechu.
- 1971 – Rozpoczęło się VIII Plenum KC PZPR poświęcone ocenie wydarzeń grudniowych.
- 1975 – Premiera 1. odcinka serialu telewizyjnego Karino w reżyserii Jana Batorego.
- 1976 – Wydano rozporządzenie o możliwości zakładania tzw. „firm polonijnych”.
- 1989 – Rozpoczęły się obrady Okrągłego Stołu, które trwały do 5 kwietnia.
- 1990 – We Wrocławiu została uruchomiona komercyjna stacja telewizyjna PTV Echo, pierwsza w krajach postkomunistycznych.
- 1997 – Sejm RP przyjął ustawę o powszechnym ubezpieczeniu zdrowotnym, powołującą 16 regionalnych Kas Chorych.
- 2002 – W katastrofie w KWK „Jas-Mos” w Jastrzębiu Zdroju zginęło 10 górników.
- 2004 – Premiera dramatu filmowego Symetria w reżyserii Konrada Niewolskiego.

## Wydarzenia na świecie
- 337 – Juliusz I został papieżem.
- 590 – Został obalony władca Persji Hormizd IV.
- 806 – Cesarz Karol Wielki wydał dokument Divisio Regnorum, w którym podzielił swe państwo między synów: Ludwika I Pobożnego, Karola Młodszego i Pepina Longobardzkiego. Z powodu przedwczesnej śmierci dwóch ostatnich nie wszedł on w życie.
- 1228 – Wacław I został koronowany na króla Czech.
- 1284 – Król Niemiec Rudolf I Habsburg poślubił w Bazylei swą drugą żonę Izabelę Burgundzką.
- 1499 – Wojna austriacko-szwajcarska: dowódca szwajcarski Heini Wolleb z kantonu Uri na czele małego kontyngentu wojska przekroczył Ren i podpalił kilka domów, co stało się dla wojsk szwabskich, sprzymierzonych z austriackimi Habsburgami, pretekstem do zajęcia następnego dnia wąwozu St. Luzisteig oraz Maienfeld.
- 1582 – I wojna polsko-rosyjska: wojska polskie pod wodzą Stefana Batorego zakończyły nieudane oblężenie Pskowa.
- 1643 – Holenderski żeglarz Abel Tasman odkrył archipelag Fidżi.
- 1663 – W Anglii rozpoczęto bicie złotej gwinei.
- 1685 – Jakub II Stuart został królem Anglii i Szkocji.
- 1695 – Mustafa II został sułtanem Imperium Osmańskiego.
- 1778 – W Paryżu został podpisany traktat o przymierzu francusko-amerykańskim, na mocy którego Francja przystąpiła do wojny o niepodległość Stanów Zjednoczonych. Równocześnie zawarto francusko-amerykański traktat o przyjaźni i handlu.
- 1787 – Abp Inácio de São Caetano został generalnym inkwizytorem Portugalii.
- 1788 – Massachusetts jako 6. stan przystąpił do Unii.
- 1795 – Burowie utworzyli w południowej Afryce Republikę Graaff Reinet.
- 1813 – W Teatro La Fenice w Wenecji odbyła się premiera opery Tankred Gioacchina Rossiniego.
- 1819 – Brytyjczycy założyli pierwszą osadę handlową w Singapurze.
- 1832 – Fregata USS „Potomac” ostrzelała wioskę Quallah Batoo na Sumatrze w odwecie za zamordowanie załogi amerykańskiego statku kupieckiego.
- 1838 – Burski polityk i wojskowy, jeden z przywódców Wielkiego Treku Pieter Retief oraz jego stuosobowa świta zostali zamordowani przez Zulusów w prowincji Natal.
- 1840 – Rząd brytyjski podpisał z plemionami maoryskimi traktat z Waitangi, który zagwarantował im własność ziemi w zamian za uznanie władzy brytyjskiej w Nowej Zelandii.
- 1847 – Brytyjski astronom John Russell Hind odkrył kometę długookresową C/1847 C1, która była widoczna gołym okiem.
- 1850 – Erupcja Wezuwiusza.
- 1862 – Wojna secesyjna: zwycięstwo wojsk Unii w bitwie o Fort Henry.
- 1875 – W Cesarstwie Niemieckim przyjęto ustawę o obowiązku rejestracji stanu cywilnego i zawierania małżeństw cywilnych.
- 1880 – Austriacki astronom Johann Palisa odkrył planetoidę (212) Medea.
- 1886 – Niemiecki chemik Clemens Winkler odkrył pierwiastek chemiczny german.
- 1888 – Gillis Bildt został premierem Szwecji.
- 1891 – Antonio Starabba został premierem Włoch.
- 1904 – Dwa dni przed wybuchem wojny między oboma krajami Japonia zerwała stosunki dyplomatyczne z Rosją.
- 1910 – Założono węgierskie kluby piłkarskie: FC Tatabánya i Diósgyőri VTK Miszkolc.
- 1919 – Powstała Republika Weimarska.
- 1921:
  - Józef Piłsudski przybył do francuskiego Verdun i udekorował miasto Krzyżem Virtuti Militari.
  - W Białoruskiej SRR wydano dekret nadający status języków państwowych białoruskiemu, hebrajskiemu, jidysz, polskiemu i rosyjskiemu.
- 1922:
  - António Maria da Silva został po raz drugi premierem Portugalii.
  - Kardynał Achille Ratti został obrany papieżem i przyjął imię Pius XI.
  - Podpisano traktat waszyngtoński ograniczający zbrojenia morskie.
  - W Rosji Radzieckiej tajna policja polityczna Czeka została zastąpiona przez GPU.
- 1924 – W Katedrze Narodowej w Waszyngtonie został pochowany 28. prezydent USA Woodrow Wilson.
- 1934 – W Paryżu doszło do masowych demonstracji opozycji monarchistyczno-nacjonalistycznej przeciwko rządom Kartelu Lewicy, zakończonych rozruchami i walkami z policją (tzw. kryzys 6 lutego).
- 1936 – W niemieckim Garmisch-Partenkirchen rozpoczęły się IV Zimowe Igrzyska Olimpijskie.
- 1937 – Hiszpańska wojna domowa: rozpoczęła się bitwa nad Jaramą.
- 1941 – II wojna światowa w Afryce: rozpoczęła się niemiecka operacja „Sonnenblume”, której celem było wsparcie zagrożonych zniszczeniem wojsk włoskich w Afryce Północnej.
- 1942:
  - Mustafa an-Nahhas został po raz czwarty premierem Egiptu.
  - Wojna na Pacyfiku: rozpoczęła się bitwa o Sumatrę.
- 1944 – Bitwa o Atlantyk: u wybrzeży Wyspy Wniebowstąpienia amerykański bombowiec B-24 Liberator zatopił bombami głębinowymi niemiecki okręt podwodny U-177, w wyniku czego zginęło 50 spośród 65 członków załogi.
- 1945 – Państwowy Komitet Obrony ZSRR wydał dekret o internowaniu wszystkich Niemców od 17 do 50 roku życia.
- 1946 – Węgierski fizyk Zoltán Bay po raz pierwszy odebrał echo radarowe Księżyca, dając tym początek astronomii radarowej.
- 1947 – W Canberze Australia, Francja, Holandia, Nowa Zelandia, Stany Zjednoczone i Wielka Brytania podpisały porozumienie o utworzeniu Komisji Południowego Pacyfiku.
- 1951 – 17 tajwańskich bombowców dokonało nalotu na Szanghaj, zabijając ok. 500 i raniąc ok. 600 osób oraz odcinając dostawy energii elektrycznej dla 90% miasta.
- 1951:
  - 85 osób zginęło, a około 500 zostało rannych w katastrofie kolejowej koło Woodbridge w stanie New Jersey.
  - Na Poligonie Nevada przeprowadzono próbny wybuch jądrowy o sile 22 kiloton.
- 1952 – Po śmierci ojca Jerzego VI Elżbieta II została królową Wielkiej Brytanii.
- 1958 – W katastrofie samolotu pasażerskiego na lotnisku w Monachium zginęły 23 osoby, w tym 8 piłkarzy Manchester United.
- 1959 – Inżynier przedsiębiorstwa Texas Instruments Jack Kilby opatentował pierwszy układ scalony.
- 1964 – Ministrowie transportu Francji i Wielkiej Brytanii podjęli decyzję o budowie tunelu pod kanałem La Manche.
- 1965 – W katastrofie samolotu Douglas DC-6 w Chile zginęło 87 osób.
- 1967 – Ukazało się pierwsze wydanie amerykańskiego czasopisma muzycznego „Rolling Stone”.
- 1968:
  - Rosyjska astronom Ludmiła Czernych odkryła planetoidę (1772) Gagarin.
  - We francuskim Grenoble rozpoczęły się X Zimowe Igrzyska Olimpijskie.
- 1969 – Należąca do Wielkiej Brytanii karaibska wyspa Anguilla ogłosiła się niepodległą republiką, co doprowadziło do brytyjskiej inwazji wojskowej 19 marca i przywrócenia stanu poprzedniego.
- 1970:
  - Otwarto Estadio Rommel Fernández w mieście Panama.
  - Pod Samarkandą w Uzbekistanie rozbił się należący do Aerofłotu samolot Ił-18V, w wyniku czego zginęły 92 osoby.
- 1971 – 24 osoby zginęły, a 150 zostało rannych w trzęsieniu ziemi we włoskim mieście Tuscania.
- 1973 – Rozpoczęto budowę wieży telewizyjnej CN Tower w kanadyjskim Toronto.
- 1978 – Ranasinghe Premadasa został premierem Sri Lanki.
- 1979 – 14 osób zginęło, a 17 zostało rannych w wyniku eksplozji pyłu mącznego w jednym z młynów w Bremie.
- 1980 – W Chicago rozpoczął się proces seryjnego mordercy Johna Wayne’a Gacy’ego.
- 1981:
  - Książę Walii Karol oświadczył się Dianie Spencer.
  - Wybuchła wojna domowa w Ugandzie.
- 1983 – Ekstradowany z Boliwii nazistowski zbrodniarz wojenny Klaus Barbie (znany jako „rzeźnik z Lyonu”) został przewieziony do więzienia w Lyonie.
- 1984 – Otwarto brazylijską stację antarktyczną Comandante Ferraz.
- 1986 – Został obalony dyktator Haiti Jean-Claude Duvalier.
- 1987 – W Szwecji ustanowiono Nagrodę im. Olofa Palmego.
- 1988 – Założono skrajnie prawicowe ugrupowanie Szwedzcy Demokraci.
- 1991 – Zgodnie z kończącym wojnę domową w Libanie porozumieniem z Taif oddziały armii libańskiej zostały po 13 latach rozmieszczone ponownie na południu kraju.
- 1996:
  - 189 osób (w tym 9 Polaków) zginęło w katastrofie tureckiego Boeinga 757-225, lecącego z Dominikany do Frankfurtu nad Menem.
  - Ustanowiono nową flagę Etiopii.
- 1998 – Front Narodowego Wyzwolenia Korsyki dokonał udanego zamachu na prefekta wyspy Claude’a Érignaca.
- 1999 – Rozpoczęła się zwołana w celu zakończenia wojny w Kosowie konferencja w Rambouillet.
- 2000:
  - II wojna czeczeńska: wojska rosyjskie zdobyły Grozny.
  - Tarja Halonen jako pierwsza kobieta zwyciężyła w wyborach prezydenckich w Finlandii.
- 2001:
  - Ariel Szaron pokonał Ehuda Baraka w bezpośrednich wyborach premiera w Izraelu.
  - Papież Jan Paweł II ustanowił św. Izydora z Sewilli patronem internautów i informatyków.
  - Prom pasażerski „Gulangyu” jako pierwsza jednostka z kontynentu od czasu podziału Chin przypłynął do portu na Tajwanie.
- 2002 – W Brazylii ustanowiono Order Narodowy Zasługi Naukowej.
- 2004 – W samobójczym zamachu bombowym w moskiewskim metrze zginęło 41 osób, a około 100 osób zostało rannych.
- 2005 – W wyborach parlamentarnych w Tajlandii zwyciężyła rządząca partia Tajowie Kochają Tajlandię premiera Thaksina Shinawatry.
- 2006 – Stephen Harper został premierem Kanady.
- 2008:
  - Erupcja wulkanu Tungurahua w Ekwadorze.
  - Prezydent Giorgio Napolitano podpisał dekret o rozwiązaniu włoskiego parlamentu i wyznaczył przedterminowe wybory na 13 i 14 kwietnia.
- 2009:
  - Nika Gilauri został premierem Gruzji.
  - Wojna domowa na Sri Lance: zwycięstwo wojsk rządowych w bitwie pod Chalai.
- 2011 – Robert Kubica został ciężko ranny w wypadku na Rajdzie Ronde di Andora we Włoszech.
- 2012:
  - Sean Chen został premierem Tajwanu.
  - W trzęsieniu ziemi z epicentrum w rejonie miasta Dumaguete na filipińskiej wyspie Negros zginęło 105 osób.
- 2013 – W trzęsieniu ziemi na Wyspach Salomona zginęło 13 osób.
- 2015:
  - Al-Habib as-Sid został premierem Tunezji.
  - W Jemenie utworzono Radę Rewolucyjną na czele z Muhammadem Alim al-Husim, która przejęła pełnię władzy w kraju.
- 2016 – 117 osób zginęło, a 550 zostało rannych w trzęsieniu ziemi w Kaohsiungu na Tajwanie.
- 2018 – 17 osób zginęło, a 285 zostało rannych w trzęsieniu ziemi w Hualian na Tajwanie.
- 2020 – W argentyńskiej stacji badawczej Base Esperanza odnotowano najwyższą w historii Antarktydy temperaturę (+ 18,3 °C).
- 2023 – W wyniku dwóch silnych trzęsień ziemi na granicy Turcji i Syrii zginęło 59 259 osób, a 121 704 zostało rannych.
- 2024:
  - Były prezydent Chile Sebastián Piñera zginął w katastrofie pilotowanego przez siebie śmigłowca Robinson R44 na jeziorze Ranco w środkowej części kraju. Pozostałe trzy osoby na pokładzie zdołały się uratować.
  - Ołżas Bektenow został premierem Kazachstanu.

## Urodzili się
- 885 – Daigo, cesarz Japonii (zm. 930)
- 1452 – Joanna, infantka portugalska, dominikanka, błogosławiona (zm. 1490)
- 1461 – Džore Držić, chorwacki poeta, dramatopisarz (zm. 1501)
- 1465 – Scipione del Ferro, włoski matematyk (zm. 1526)
- 1577 – Beatrice Cenci, włoska patrycjuszka (zm. 1599)
- 1582 – Mario Bettinus, włoski jezuita, astronom, matematyk, filozof (zm. 1657)
- 1605 – Bernard z Corleone, włoski kapucyn, święty (zm. 1667)
- 1608 – António Vieira, portugalski jezuita, misjonarz (zm. 1697)
- 1611 – Chongzhen, cesarz Chin (zm. 1644)
- 1612 – Antoine Arnauld, francuski teolog, pisarz, logik (zm. 1694)
- 1641 – Sylwester (Miedwiediew), rosyjski duchowny prawosławny, pisarz, nadworny poeta, historiograf, filozof (zm. 1691)
- 1643 – Johann Kasimir Kolbe von Wartenberg, pruski polityk (zm. 1712)
- 1652 – Francesco Pignatelli, włoski duchowny katolicki, arcybiskup Neapolu, kardynał (zm. 1734)
- 1664 – Mustafa II, sułtan Imperium Osmańskiego (zm. 1703)
- 1665 – Anna Stuart, królowa Anglii i Szkocji, następnie królowa Wielkiej Brytanii i Irlandii (zm. 1714)
- 1673:
  - Maximilian Dietrich Freisslich, niemiecki kompozytor (zm. 1731)
  - Wenzel Franz Karl Koschinsky von Koschín, czeski duchowny katolicki, biskup hradecki (zm. 1731)
- 1690 – Giovanni Battista Maini, włoski rzeźbiarz (zm. 1752)
- 1694 – Johann Joseph Wratislaw von Mitrowitz, czeski duchowny katolicki, biskup hradecki (zm. 1753)
- 1695 – Nicolaus II Bernoulli, szwajcarski matematyk (zm. 1726)
- 1731 – Frederick Calvert, brytyjski arystokrata, właściciel kolonii Maryland (zm. 1771)
- 1732 – Charles Lee, brytyjski, polski i amerykański dowódca wojskowy (zm. 1782)
- 1736 – Franz Xaver Messerschmidt, niemiecko-austriacki rzeźbiarz (zm. 1783)
- 1740 – Justynian Niemirowicz-Szczytt, polski szlachcic, polityk (zm. 1824)
- 1744 – Pierre-Joseph Desault, francuski chirurg (zm. 1795)
- 1745 – Fryderyk Cabrit, polski bankier (zm. 1801)
- 1748 – Adam Weishaupt, niemiecki prawnik, filozof (zm. 1830)
- 1753 – Évariste de Parny, francuski poeta (zm. 1814)
- 1756 – Aaron Burr, amerykański polityk, wiceprezydent USA (zm. 1836)
- 1762 – James St Claire-Erskine, brytyjski arystokrata, generał, polityk (zm. 1837)
- 1767 – Józef Bécavin, francuski duchowny katolicki, męczennik, błogosławiony (zm. 1792)
- 1772:
  - Gerhard von Kügelgen, niemiecki malarz (zm. 1820)
  - Karl von Kügelgen, niemiecki malarz (zm. 1832)
  - George Murray, brytyjski wojskowy, polityk (zm. 1846)
- 1778 – Ugo Foscolo, włoski prozaik, poeta (zm. 1827)
- 1781 – John Keane, brytyjski wojskowy, gubernator kolonialny (zm. 1844)
- 1791 – Charles Richard Ogden, kanadyjski prawnik, administrator, polityk (zm. 1866)
- 1796 – Adam Wojtkiewicz, polski duchowny katolicki, biskup miński (zm. 1870)
- 1799 – Imre Friváldszky von Friváld, węgierski botanik, entomolog, lekarz (zm. 1870)
- 1800 – Achille Devéria, francuski malarz, grafik (zm. 1857)
- 1802 – Charles Wheatstone, brytyjski fizyk (zm. 1875)
- 1806 – Teodolfo Mertel, włoski kardynał (zm. 1899)
- 1808 – James Esdaile, szkocki lekarz (zm. 1859)
- 1809 – Karl Bodmer, szwajcarski malarz (zm. 1893)
- 1814 – Antoni Wachholz, polski historyk, wykładowca akademicki, polityk (zm. 1873)
- 1818
  - William M. Evarts, amerykański polityk, senator (zm. 1901)
  - Henry Litolff, brytyjski kompozytor (zm. 1891)
- 1820 – Henry Howard Brownell, amerykański historyk, poeta (zm. 1872)
- 1826 – Casimir-Adrien Barbier de Meynard, francuski językoznawca-orientalista (zm. 1908)
- 1830 – William R. Roberts, amerykański polityk (zm. 1897)
- 1833:
  - José María de Pereda, hiszpański pisarz (zm. 1906)
  - J.E.B. Stuart, amerykański generał konfederacki (zm. 1864)
- 1837 – Giovanni Bovio, włoski prawnik, filozof, polityk (zm. 1903)
- 1838 – Henry Irving, brytyjski aktor, menedżer teatralny (zm. 1905)
- 1839 – Eduard Hitzig, niemiecki neurolog, psychiatra (zm. 1907)
- 1841 – Siegfried Haber, niemiecki kupiec pochodzenia żydowskiego (zm. 1920)
- 1843:
  - Frederic W.H. Myers, brytyjski poeta, eseista, literaturoznawca, badacz zjawisk paranormalnych (zm. 1901)
  - Paul Sébillot, francuski folklorysta, malarz, pisarz (zm. 1918)
- 1845 – Andreas Flocken, niemiecki przedsiębiorca, wynalazca (zm. 1913)
- 1849 – Valeska Röver, niemiecka malarka (zm. 1931)
- 1850 – Romuald Starkel, polski pedagog, publicysta (zm. 1888)
- 1852 – Wasilij Safonow, rosyjski pianista, dyrygent, pedagog (zm. 1918)
- 1853 – Ignacij Klemenčič, słoweński fizyk (zm. 1901)
- 1861 – Nikołaj Zielinski, rosyjski chemik (zm. 1953)
- 1865 – Andrew Crommelin, brytyjski astronom (zm. 1939)
- 1866 – Henri Letocard, francuski kompozytor, organista (zm. 1945)
- 1867 – Maria Wincencja od św. Doroty, meksykańska zakonnica, błogosławiona (zm. 1949)
- 1869 – Max Karl Tilke, niemiecki etnograf, projektant ubiorów, artysta, rysownik (zm. 1942)
- 1870 – Frederic Smith, amerykański piłkarz, pionier motoryzacji (zm. 1954)
- 1871 – Zefiryn Ćwikliński, polski malarz (zm. 1930)
- 1872 – Robert Maillart, szwajcarski inżynier, architekt (zm. 1940)
- 1873 – Abraham Neumann, polski malarz, grafik pochodzenia żydowskiego (zm. 1942)
- 1874 – Georg Nicolai, niemiecki fizjolog, pacyfista, wykładowca akademicki (zm. 1964)
- 1875:
  - Otto Geßler, niemiecki polityk (zm. 1955)
  - Julian Makowski, polski prawnik, dyplomata, wykładowca akademicki (zm. 1959)
- 1876:
  - Eugène-Henri Gravelotte, francuski florecista (zm. 1939)
  - Fernand Ponscarme, francuski kolarz torowy (zm. 1935)
- 1879 – Pedro Aguirre Cerda, chilijski polityk, prezydent Chile (zm. 1941)
- 1880:
  - Leon Forbert, polski fotograf, reżyser i producent filmowy pochodzenia żydowskiego (zm. 1938)
  - Stanisław Wilhelm Radziwiłł, polski ziemianin, rotmistrz (zm. 1920)
  - Michał Sokolnicki, polski historyk, polityk, dyplomata (zm. 1967)
  - (lub 5 lutego) Ivo Tartaglia, jugosłowiański i chorwacki polityk (zm. 1949)
- 1881:
  - Eline Eriksen, duńska modelka (zm. 1963)
  - Benno Nehlert, niemiecki adwokat, pisarz, działacz turystyczny (zm. 1960)
- 1882:
  - Walter Jakobsson, fiński łyżwiarz figurowy (zm. 1957)
  - Emil Jørgensen, duński piłkarz (zm. 1947)
- 1883:
  - Louis Darragon, francuski kolarz torowy (zm. 1918)
  - Dmitrij Grigorowicz, rosyjski konstruktor lotniczy (zm. 1938)
  - Jaroslav Just, czeski tenisista (zm. 1928)
  - Arthur Kingsley Porter, amerykański archeolog, pisarz, historyk sztuki (zm. 1933)
- 1884 – Jerzy Leszczyński, polski aktor (zm. 1959)
- 1887:
  - Joseph Frings, niemiecki duchowny katolicki, arcybiskup Kolonii, kardynał (zm. 1978)
  - Ernest Gruening, amerykański polityk, senator (zm. 1974)
- 1888 – Romuald Gutt, polski architekt (zm. 1974)
- 1890:
  - Władysław Folkierski, polski historyk literatury francuskiej, wykładowca akademicki, polityk emigracyjny (zm. 1961)
  - Gaston Henry-Haye, francuski przedsiębiorca, dyplomata, polityk (zm. 1983)
- 1891:
  - Kazimierz Czyński, polski reżyser filmowy (zm. 1956)
  - Johanna Niederhellmann, niemiecka sufrażystka (zm. 1956)
- 1892:
  - John Carden, brytyjski konstruktor broni pancernej (zm. 1935)
  - William Murphy, amerykański lekarz, laureat Nagrody Nobla (zm. 1987)
- 1893 – Muhammad Zafrullah Khan, pakistański prawnik, polityk, dyplomata (zm. 1985)
- 1894:
  - Maria Czapska, polska historyk literatury, eseistka (zm. 1981)
  - Micheil Cziaureli, gruziński reżyser filmowy (zm. 1974)
- 1895:
  - Mario Camerini, włoski reżyser filmowy (zm. 1981)
  - Robert La Follette, amerykański polityk, senator (zm. 1953)
  - Babe Ruth, amerykański baseballista (zm. 1948)
- 1896:
  - Kazimiera Kutrzebianka, polska historyk sztuki (zm. 1960)
  - Voldemārs Putniņš, radziecki polityk (zm. 1938)
- 1897:
  - Millard Caldwell, amerykański prawnik, polityk (zm. 1984)
  - Alberto Cavalcanti, brazylijski reżyser filmowy (zm. 1982)
  - Cornelius Eduardus Hermans, flamandzki działacz narodowy, pisarz, poeta, wydawca (zm. 1992)
- 1898 – Ałła Tarasowa, rosyjska aktorka (zm. 1973)
- 1899:
  - Siergiej Martinson, rosyjski aktor pochodzenia szwedzkiego (zm. 1984)
  - Ramón Novarro, meksykański aktor (zm. 1968)
- 1901:
  - Leo Christoph, niemiecki duchowny katolicki, wielki dziekan kłodzki i kanoniczny wizytator księży i wiernych hrabstwa kłodzkiego (zm. 1985)
  - Jan Ćwikliński, polski kapitan żeglugi wielkiej (zm. 1976)
  - Ben Lyon, amerykański aktor pochodzenia żydowskiego (zm. 1979)
  - Wanda Prażmowska-Ivánka, polska działaczka niepodległościowa, harcmistrzyni (zm. 1944)
- 1902:
  - Wilhelm Braun, niemiecki major (zm. 1943)
  - Karl Freiberger, austriacki sztangista (zm. 1977)
  - Louis Nizer, amerykański prawnik, pisarz pochodzenia żydowskiego (zm. 1994)
  - William Rogers, amerykański lekarz, rugbysta (zm. 1987)
  - Władysław Sebyła, polski podporucznik rezerwy, poeta, tłumacz, malarz (zm. 1940)
- 1903:
  - Claudio Arrau, chilijski pianista, pedagog (zm. 1991)
  - Siko Dolidze, gruziński reżyser i scenarzysta filmowy (zm. 1983)
- 1904:
  - Aleksander Jellin, polski dziennikarz, kompozytor, autor tekstów piosenek (zm. ok. 1994)
  - Maria Kozak, polska nauczycielka, działaczka turystyczna (zm. 1988)
  - Raphael Tracey, amerykański piłkarz (ur. 1904)
- 1905:
  - Władysław Gomułka, polski polityk, działacz komunistyczny, I sekretarz KC PPR, wicepremier, I sekretarz KC PZPR (zm. 1982)
  - Irmgard Keun, niemiecka pisarka (zm. 1982)
  - Władimir Mielnikow, radziecki polityk (zm. 1981)
  - Jan Werich, czeski aktor, dramaturg, prozaik, tłumacz, dyrektor teatrów (zm. 1980)
- 1906:
  - Jadwiga Korczakowska, polska pisarka, poetka (zm. 1994)
  - Walenty Kubica, polski polityk, poseł na Sejm PRL (zm. 1970)
  - Paul Winter, francuski lekkoatleta, dyskobol (zm. 1992)
- 1907:
  - Hansjochem Autrum, niemiecki zoolog (zm. 2003)
  - Hans-Albrecht Herzner, niemiecki oficer Abwehry (zm. 1942)
- 1908:
  - Geo Bogza, rumuński krytyk literacki, poeta, dziennikarz (zm. 1993)
  - Amintore Fanfani, włoski ekonomista, polityk, premier Włoch (zm. 1999)
  - Ulrich Paul Albert Graf, niemiecki matematyk, geodeta (zm. 1954)
  - Edward Lansdale, amerykański generał major (zm. 1987)
  - Michael Maltese, amerykański scenarzysta filmowy pochodzenia włoskiego (zm. 1981)
- 1909:
  - Piet Punt, holenderski piłkarz (zm. 1973)
  - Stanisław Sierotwiński, polski historyk literatury (zm. 1975)
- 1910:
  - Mychajło Bażanski, ukraiński działacz społeczny, polityk, pisarz, publicysta, krajoznawca (zm. 1994)
  - Roman Czerniawski, polski pułkownik dyplomowany obserwator, agent wywiadu (zm. 1985)
  - Ryszard Olasek, polski polityk, prezydent Łodzi (zm. 1982)
- 1911:
  - José Pamplona, meksykański koszykarz (zm. ?)
  - Ronald Reagan, amerykański aktor, polityk, gubernator Kalifornii i prezydent USA (zm. 2004)
- 1912:
  - Eva Braun, niemiecka fotografka, kochanka i żona Adolfa Hitlera (zm. 1945)
  - Lucien Dury, luksemburski dziennikarz, polityk (zm. 2002)
  - Helena Zacharczuk, polska nauczycielka, działaczka społeczna i harcerska (zm. ?)
- 1913:
  - Jewdokija Bierszanska, radziecka podpułkownik lotnictwa (zm. 1982)
  - Mary Leakey, brytyjska archeolog, paleoantropolog (zm. 1996)
  - Vladimir Turina, chorwacki architekt, wykładowca akademicki (zm. 1968)
- 1914:
  - Bernd von Freytag-Loringhoven, niemiecki generał (zm. 2007)
  - Jan Michalski, polski duchowny katolicki, biskup pomocniczy gnieźnieński (zm. 1989)
  - Zdeněk Škrland, czeski kajakarz, kanadyjkarz (zm. 1996)
  - Forrest Towns, amerykański lekkoatleta, płotkarz, trener (zm. 1991)
- 1915:
  - Józef Czuma, polski porucznik, cichociemny (zm. 1944)
  - Danuta Szaflarska, polska aktorka (zm. 2017)
- 1916 – Cliff Griffith, amerykański kierowca wyścigowy (zm. 1996)
- 1917:
  - Zsa Zsa Gabor, amerykańska aktorka pochodzenia węgierskiego (zm. 2016)
  - Arnold Spielberg, amerykański elektrotechnik, projektant komputerowy (zm. 2020)
- 1918:
  - Lothar-Günther Buchheim, niemiecki pisarz, malarz (zm. 2007)
  - Zdzisław Langhamer, polski podporucznik pilot, as myśliwski (zm. 1984)
- 1919:
  - Jan Karoń, polski skrzypek, lutnik (zm. 2008)
  - Josef Stadler, szwajcarski gimnastyk (zm. 1991)
- 1920:
  - Michał Gamarnikow, polski ekonomista, publicysta, działacz emigracyjny (zm. 1977)
  - Max Mannheimer, niemiecki malarz, pisarz, więzień obozów koncentracyjnych pochodzenia żydowskiego (zm. 2016)
- 1921:
  - Alfred Klein, polski prawnik, wykładowca akademicki (zm. 2001)
  - Jacek Szarski, polski matematyk (zm. 1980)
  - Bolesław Wicenty, polski rolnik, polityk, poseł na Sejm PRL (zm. 1999)
- 1922:
  - Jocelyn Burdick, amerykańska polityk, senator (zm. 2019)
  - Clifford Darling, bahamski polityk, gubernator generalny (zm. 2011)
  - Witold Kieżun, polski podporucznik, żołnierz AK, uczestnik powstania warszawskiego, ekonomista, teoretyk zarządzania, wykładowca akademicki (zm. 2021)
  - José Luis López Panizo, hiszpański piłkarz narodowości baskijskiej (zm. 1990)
  - Patrick Macnee, brytyjski aktor (zm. 2015)
  - Elżbieta Piwek-Białoborska, polska artystka ceramik (zm. 1989)
  - Haskell Wexler, amerykański reżyser, scenarzysta i producent filmowy pochodzenia żydowskiego (zm. 2015)
- 1923:
  - Jicchak Belfer, izraelski malarz, rzeźbiarz (zm. 2021)
  - Aleksandr Jefimow, radziecki marszałek lotnictwa (zm. 2012)
  - Maurice Le Roux, francuski kompozytor, dyrygent (zm. 1992)
  - Gyula Lóránt, węgierski piłkarz, trener (zm. 1981)
- 1924:
  - Henryk Balbierz, polski lekarz weterynarii, wykładowca akademicki (zm. 1987)
  - Kazimierz Buchała, polski prawnik, sędzia, adwokat, wykładowca akademicki (zm. 2002)
  - Paweł Gałuszko, polski psychiatra, wykładowca akademicki (zm. 1996)
  - Ivo Garrani, włoski aktor (zm. 2015)
  - Czesława Kotarska, polska polityk, poseł na Sejm PRL (zm. 1991)
  - Chuck Parsons, amerykański kierowca wyścigowy (zm. 1999)
  - Jerzy Roszak, polski działacz państwowy, dyplomata (zm. 1983)
  - Billy Wright, angielski piłkarz (zm. 1994)
- 1925:
  - Nelson Demarco, urugwajski koszykarz (zm. 2009)
  - Stanisław Sadkowski, polski plutonowy podchorąży, żołnierz AK, uczestnik powstania warszawskiego (zm. 1944)
  - Pramoedya Ananta Toer, indonezyjski pisarz (zm. 2006)
- 1926:
  - Lars Eriksson, szwedzki piłkarz (zm. 1994)
  - Liza Laska, albańska aktorka (zm. 2014)
  - Jean-Bernard Raimond, francuski polityk, dyplomata, minister (zm. 2016)
  - Władysław Skwarc, polski żołnierz AK i NSZ (zm. 1946)
  - Witold Trzeciakowski, polski ekonomista, polityk, senator RP i minister bez teki (zm. 2004)
  - Władimir Zamanski, rosyjski aktor
- 1927:
  - Artur Czyżyk, polski diabetolog (zm. 2012)
  - Bogusław Drewniak, polski historyk (zm. 2017)
  - Kazimierz Korbel, polski fizyk, profesor nauk technicznych (zm. 2020)
  - Cewi Laron, izraelski endokrynolog dziecięcy
  - Gerard K. O’Neill, amerykański fizyk, futurolog (zm. 1992)
  - Adam Sikora, polski filozof (zm. 2011)
- 1928:
  - Allan Meltzer, amerykański ekonomista, monetarysta pochodzenia żydowskiego (zm. 2017)
  - Géza Varasdi, węgierski lekkoatleta, sprinter (zm. 2022)
- 1929:
  - Pierre Brice, francuski aktor, reżyser, scenarzysta i producent filmowy, piosenkarz, model, autor tekstów (zm. 2015)
  - Sixten Jernberg, szwedzki biegacz narciarski (zm. 2012)
  - Janusz Wojciech Rosiński, polski poeta, prozaik, dziennikarz (zm. 2007)
  - Jerzy Szacki, polski socjolog, historyk myśli społecznej (zm. 2016)
- 1930:
  - Anna Bukowska, polska eseistka, krytyk literacki (zm. 2021)
  - Krystian Czernichowski, polski koszykarz (zm. 2014)
  - Allan King, kanadyjski reżyser filmowy i dokumentalista (zm. 2009)
  - Claude Martin, francuski wioślarz (zm. 2017)
  - Aleksandar Petaković, jugosłowiański piłkarz (zm. 2011)
- 1931:
  - Wiesław Górnicki, polski reportażysta, publicysta, dziennikarz, polityk (zm. 1996)
  - Marija Gusakowa, rosyjska biegaczka narciarska (zm. 2022)
  - Czesław Król, polski rzeźbiarz samouk (zm. 1971)
  - Rip Torn, amerykański aktor (zm. 2019)
  - Mamie Van Doren, amerykańska aktorka
  - Ricardo Vidal, filipiński duchowny katolicki, arcybiskup Cebu, kardynał (zm. 2017)
- 1932:
  - Camilo Cienfuegos, kubański rewolucjonista (zm. 1959)
  - François Truffaut, francuski reżyser filmowy (zm. 1984)
- 1933:
  - Michel Vovelle, francuski historyk (zm. 2018)
  - Anđelko Vuletić, chorwacki poeta, pisarz (zm. 2021)
- 1934:
  - Barry Magee, nowozelandzki lekkoatleta, długodystansowiec
  - Ben Visser, holenderski samorządowiec, polityk, eurodeputowany
- 1935 – Kazimierz Kozub, polski polityk, poseł na Sejm PRL (zm. 2014)
- 1936:
  - Witold Dłużniak, polski piłkarz, działacz sportowy (zm. 2013)
  - Kent Douglas, kanadyjski hokeista, trener (zm. 2009)
  - Jerzy Dukay, polski aktor
  - Henryk Kempa, polski polityk, przewodniczący Prezydium MRN Gorzowa Wielkopolskiego (zm. 2004)
  - Henryk Matuszczyk, polski kontradmirał (zm. 2000)
- 1937:
  - Wiesław Ochman, polski śpiewak operowy (tenor)
  - Ana Orantes, hiszpańska ofiara przemocy (zm. 1997)
  - Kevin Parker, australijski prawnik
- 1938:
  - Krystian Czernichowski, polski koszykarz (zm. 2014)
  - Maciej Szańkowski, polski rzeźbiarz, pedagog
  - Kazimierz Zakrzewski, polski profesor nauk technicznych (zm. 2016)
- 1939:
  - Mike Farrell, amerykański aktor
  - Aleksandra Górska, polska aktorka
  - Aleksiej Korniejew, rosyjski piłkarz (zm. 2004)
- 1940:
  - Tom Brokaw, amerykański dziennikarz i prezenter telewizyjny
  - Katarína Tóthová, słowacka prawnik, polityk
- 1941:
  - Klaus Buchner, niemiecki fizyk, wykładowca akademicki, polityk
  - Gigi Perreau, amerykańska aktorka pochodzenia francuskiego
  - Stefano Zappalà, włoski polityk, eurodeputowany (zm. 2018)
- 1942:
  - Sefer Baygın, turecki zapaśnik
  - Gabriel Núñez, meksykański piłkarz (zm. 2021)
  - Živorad Smiljanić, serbski lekarz, polityk (zm. 2018)
  - Danuta Steczkowska, polska nauczycielka śpiewu i muzyki (zm. 2020)
  - Walentina Titowa, rosyjska aktorka
- 1943:
  - Fabian, amerykański piosenkarz
  - Gayle Hunnicutt, amerykańska aktorka (zm. 2023)
  - Leonid Osipow, rosyjski piłkarz wodny (zm. 2020)
  - Per Svensson, szwedzki zapaśnik (zm. 2020)
- 1944 – Michael Tucker, amerykański aktor
- 1945:
  - Mišo Cebalo, chorwacki szachista (zm. 2022)
  - Andrzej Gospodarowicz, polski ekonomista, profesor nauk ekonomicznych, nauczyciel akademicki (zm. 2025)
  - József Kasza, serbski ekonomista, polityk (zm. 2016)
  - Bob Marley, jamajski muzyk reggae, wokalista, kompozytor (zm. 1981)
  - Wiktor Osiatyński, polski pisarz, prawnik, socjolog (zm. 2017)
  - Krzysztof Rogulski, polski reżyser filmowy
  - Heinz Stuy, holenderski piłkarz, bramkarz
  - Xhemil Tagani, albański aktor (zm. 2021)
- 1946:
  - Józef Borzyszkowski, polski historyk, polityk, senator RP
  - Wołodymyr Dudarenko, ukraiński piłkarz, trener (zm. 2017)
  - Louis Nzala, kongijski duchowny katolicki, biskup Popokabaki (zm. 2020)
- 1947:
  - Czesław Borsowski, polski poeta, pedagog
  - Eric Flint, amerykański pisarz, edytor (zm. 2022)
  - Charles Hickcox, amerykański pływak (zm. 2010)
  - Piotr Kunce, polski grafik, plakacista, pedagog
- 1948:
  - José Luis Capón, hiszpański piłkarz (zm. 2020)
  - Ladislav Hučko, słowacki duchowny katolicki rytu bizantyjskiego, egzarcha apostolski Republiki Czeskiej (zm. 2025)
  - Janusz Koman, polski kompozytor
  - Claude Le Roy, francuski piłkarz, trener
  - Carlos Marrodán, hiszpański poeta, tłumacz
  - Ishtiaq Mubarak, malezyjski lekkoatleta, płotkarz (zm. 2013)
  - Anna Musiałówna, polska tancerka baletowa, fotograf
- 1949:
  - Józef Lipień, polski zapaśnik
  - Kazimierz Lipień, polski zapaśnik (zm. 2005)
  - Manuel Orantes, hiszpański tenisista
  - Jim Sheridan, irlandzki reżyser filmowy
  - Vladimír Vačkář, czeski kolarz torowy
- 1950:
  - Romuald Chojnacki, polski piłkarz
  - Natalie Cole, amerykańska piosenkarka, autorka tekstów, aktorka (zm. 2015)
  - Timothy Dolan, amerykański duchowny katolicki, arcybiskup Nowego Jorku, kardynał
  - René Fasel, szwajcarski hokeista, sędzia i działacz hokejowy
  - Paul Gentilozzi, amerykański przedsiębiorca, kierowca wyścigowy
- 1951:
  - Marco Antônio, brazylijski piłkarz
  - Halina Rasiakówna, polska aktorka
  - Bożena Snaza, polska polityk, poseł na Sejm PRL
  - Jacques Villeret, francuski aktor, producent filmowy (zm. 2005)
- 1952:
  - Charles Goerens, luksemburski polityk, minister, eurodeputowany
  - Francis Gonzalez, francuski lekkoatleta, średnio- i długodystansowiec
  - Ricardo La Volpe, meksykański piłkarz, bramkarz, trener pochodzenia argentyńskiego
- 1953:
  - Rudolf Bażanowski, polski duchowny ewangelicki, biskup mazurski
  - Zoran Filipović, czarnogórski piłkarz, trener
  - James Patrick Powers, amerykański duchowny katolicki, biskup Superior
  - Brian Simpson, brytyjski polityk, eurodeputowany
- 1954:
  - Costică Dafinoiu, rumuński bokser (zm. 2022)
  - Tadeusz Grygiel, polski koszykarz (zm. 2022)
  - Erik Izraelewicz, francuski dziennikarz (zm. 2012)
  - Janusz Jędrzejewski, polski kompozytor (zm. 2009)
- 1955:
  - Wojciech Buczak, polski samorządowiec, polityk, poseł na Sejm RP, wicemarszałek województwa podkarpackiego
  - Wołodymyr Łozynski, ukraiński piłkarz, trener (zm. 2020)
  - Andrzej Sołyga, polski rzeźbiarz, pedagog
- 1956:
  - Jarosław Dwornik, polski aktor-lalkarz, reżyser przedstawień lalkowych (zm. 1997)
  - Natalja Liniczuk, rosyjska łyżwiarka figurowa
- 1957:
  - Kathy Najimy, amerykańska aktorka
  - Simon Phillips, brytyjski muzyk
  - Robert Townsend, amerykański aktor, reżyser filmowy
- 1958:
  - Efraín Flores, meksykański piłkarz, trener
  - Barry Miller, amerykański aktor pochodzenia żydowskiego
  - Walentin Radew, bułgarski inżynier, polityk
- 1959:
  - Benedykt Kozieł, polski poeta
  - Joseph de Metz-Noblat, francuski duchowny katolicki, biskup Langres
  - Ken Nelson, brytyjski producent muzyczny
  - Rachid Taoussi, marokański piłkarz, trener
- 1960:
  - Ed Banach, amerykański zapaśnik
  - Lou Banach, amerykański zapaśnik
  - Megan Gallagher, amerykańska aktorka
  - Marek Michalik, polski historyk, polityk, poseł na Sejm RP
  - Miroslav Toman, czeski przedsiębiorca, działacz gospodarczy, polityk
  - Rafał Żabiński, polski aktor
- 1961:
  - Dżamila Ankiewicz, polska reżyserka, dokumentalistka, scenarzystka filmowa (zm. 2016)
  - Bernd Dittert, niemiecki kolarz torowy i szosowy
  - Malu Dreyer, niemiecka polityk, premier Nadrenii-Palatynatu
  - Ryszard Ostrowski, polski lekkoatleta, średniodystansowiec, trener
- 1962:
  - Dorota Dziekońska, polska tenisistka (zm. 1990)
  - Thomas Hylland Eriksen, norweski antropolog społeczny, publicysta (zm. 2024)
  - Paweł Łukaszka, polski bramkarz hokejowy, duchowny katolicki
  - Wadim Rogowskoj, rosyjski piłkarz
  - Axl Rose, amerykański muzyk, wokalista, członek zespołu Guns N’ Roses
  - Anna Świercz, polska leśnik, gleboznawczyni, wykładowczyni akademicka
- 1963:
  - Debra Granik, amerykańska reżyserka i scenarzystka filmowa
  - Paweł Paliwoda, polski dziennikarz, publicysta (zm. 2013)
  - David Vanole, amerykański piłkarz (zm. 2007)
- 1964:
  - Reinhard Alber, niemiecki kolarz torowy
  - Igor Sidor, słowacki przedsiębiorca, polityk
  - Andriej Zwiagincew, rosyjski aktor, reżyser filmowy
- 1965:
  - Simone Lahbib, szkocka aktorka pochodzenia algierskiego
  - Piotr Kozłowski, polski aktor
  - Jan Svěrák, czeski reżyser filmowy
- 1966:
  - Rick Astley, brytyjski piosenkarz, muzyk, autor tekstów piosenek
  - Sławomir Drabik, polski żużlowiec
  - Alexander Szelig, niemiecki bobsleista
  - Krzysztof Szyga, polski inżynier, samorządowiec, polityk, poseł na Sejm RP
- 1967:
  - Dariusz Mikielewicz, polski inżynier mechanik, wykładowca akademicki
  - Izumi Sakai, japońska piosenkarka (zm. 2007)
- 1968:
  - Andrzej Ogrodnik, polski komandor
  - Santa Scorese, włoska Służebnica Boża (zm. 1991)
  - Adolfo Valencia, kolumbijski piłkarz
  - Akira Yamaoka, japoński muzyk, kompozytor
- 1969:
  - Massimo Busacca, szwajcarski sędzia piłkarski
  - Masaharu Fukuyama, japoński piosenkarz, aktor
  - David Hayter, amerykańsko-kanadyjski aktor, reżyser i scenarzysta filmowy
  - Gabriela Mróz-Czerkawska, polska koszykarka
  - Alessandra Todde, włoska polityk
  - Paweł Tucholski, polski aktor
- 1970:
  - Anatolij Bibiłow, południowoosetyjski generał, polityk
  - Per Frandsen, duński piłkarz, trener
  - Agnieszka Grzybek, polska polonistka, feministka, polityk
  - Patrice Loko, francuski piłkarz pochodzenia kongijskiego
  - Afszin Pejrowani, irański piłkarz, trener
  - Jeff Rouse, amerykański pływak
- 1971:
  - Lassina Dao, iworyjski piłkarz
  - Mana Endō, japońska tenisistka
  - Brad Hogg, australijski krykiecista
  - Brian Stepanek, amerykański aktor, reżyser, scenarzysta pochodzenia czeskiego
  - Peter Tchernyshev, rosyjski i amerykański łyżwiarz figurowy
- 1972:
  - Rusłan Imankułow, kazachski piłkarz
  - Boniface Mukuka, zambijski bokser
  - Shawn Respert, amerykański koszykarz
- 1973:
  - Frances Hardinge, brytyjska pisarka
  - Władimir Iwanow, bułgarski piłkarz
  - Niklas Klingberg, szwedzki żużlowiec
  - Agnieszka Pachciarz, polska prawnik, podsekretarz stanu w Ministerstwie Zdrowia, prezes NFZ
  - Mass Sarr, liberyjski piłkarz
  - Aleš Valenta, czeski narciarz dowolny
- 1974:
  - Tomasz Andrukiewicz, polski samorządowiec, prezydent Ełku
  - Helen Casey, brytyjska wioślarka
  - Donny Crevels, holenderski kierowca wyścigowy
  - Olaf Lindenbergh, holenderski piłkarz
  - Serge Mimpo, kameruński piłkarz
  - Javi Navarro, hiszpański piłkarz
  - Władimir Sało, kirgiski piłkarz, trener
  - Nikos Wetulas, grecki koszykarz
- 1975:
  - Aleksandr Maletin, rosyjski bokser
  - Sławomir Nazaruk, polski piłkarz
  - Wojciech Urbanowski, polski wioślarz, organizator sportu i turystyki, pedagog
- 1976:
  - Maria Cavalier, Francuzka, księżna Danii
  - Tanja Frieden, szwajcarska snowboardzistka
  - Kasper Hvidt, duński piłkarz ręczny, bramkarz
  - Paweł Orłowski, polski samorządowiec, polityk, poseł na Sejm RP
  - Tomasz Wilman, polski trener piłkarski
- 1977:
  - Dorota Dulińska, polska urzędniczka państwowa
  - Jason Euell, jamajski piłkarz
  - Andriej Kolesnikow, rosyjski wojskowy, generał major (zm. 2022)
  - Mohamed Abdel Monsef, egipski piłkarz, bramkarz
  - Paweł Sikora, polski dziennikarz sportowy
  - Toʻlqinboy Turgʻunov, uzbecki bokser
- 1978:
  - Dienis Bojarincew, rosyjski piłkarz
  - Anis Boujelbene, tunezyjski piłkarz
  - Agnieszka Legucka, polska politolog, dr hab. nauk społecznych
  - Ja’el Na’im, tunezyjsko-izraelsko-francuska piosenkarka
  - Rustam Saidov, uzbecki bokser
  - Marcelo Sosa, urugwajski piłkarz
- 1979:
  - Dan Bălan, mołdawski piosenkarz, autor tekstów, kompozytor, producent muzyczny
  - Ivan Bošnjak, chorwacki piłkarz
  - Helena Erbenová, czeska biegaczka narciarska
  - Graham Hedman, brytyjski lekkoatleta, sprinter
  - Stipe Matić, chorwacki piłkarz
  - Szymon Ogłaza, polski polityk i samorządowiec, członek zarządu województwa opolskiego
  - Pablo Orbaiz, hiszpański piłkarz narodowości baskijskiej
  - Natalja Safronowa, rosyjska siatkarka
  - Tomasz Struszczyk, polski wokalista, członek zespołów: Turbo, Pathology i Flashback
  - Alice Weidel, niemiecka aktorka
  - Almira Xhembulla, albańska lingwistka, polityk
- 1980:
  - Milan Baranyk, czeski hokeista
  - Nicolás Cabré, argentyński aktor
  - Bernard Dunne, irlandzki bokser
  - Carlos Lobatón, peruwiański piłkarz
  - Frank Løke, norweski piłkarz ręczny
  - Esrom Nyandoro, zimbabwejski piłkarz
  - Luke Ravenstahl, amerykański polityk, burmistrz Pittsburgha
  - Sażyd Sażydow, rosyjski zapaśnik
- 1981:
  - Ari Ahonen, fiński hokeista, bramkarz
  - Calum Best, amerykański model, celebryta
  - Evelyn Delogu, brazylijska siatkarka
  - Luis García Fernández, hiszpański piłkarz
  - Ciro Guerra, kolumbijski reżyser i scenarzysta filmowy
  - Andy Hilbert, brytyjsko-amerykański hokeista
  - Jens Lekman, szwedzki gitarzysta, piosenkarz
- 1982:
  - Djene Barry, gwinejska pływaczka
  - Inez Bjørg David, duńska aktorka
  - Jade Edmistone, australijska pływaczka
  - Alice Eve, brytyjska aktorka
  - Juan Maldonado Jaimez, brazylijski piłkarz
  - Alain Nef, szwajcarski piłkarz
  - Mieczysław Sikora, polski piłkarz
  - Zhang Hao, chiński łyżwiarz figurowy
- 1983:
  - Keila Costa, brazylijska lekkoatletka, skoczkini w dal i trójskoczkini
  - Branko Ilič, słoweński piłkarz
  - Paweł Maślona, polski reżyser, scenarzysta i montażysta filmowy
  - Elisabetta Sancassani, włoska wioślarka
  - Marija Żadan, rosyjska siatkarka
- 1984:
  - Darren Bent, angielski piłkarz pochodzenia jamajskiego
  - Piret Järvis, estońska prezenterka telewizyjna, wokalistka, członkini zespołu Vanilla Ninja
  - Daisy Marie, amerykańska aktorka pornograficzna
  - María Jimena Pérez, argentyńska siatkarka
  - Urszula Sadkowska, polska judoczka
- 1985:
  - Vicki Chase, amerykańska aktorka pornograficzna
  - Elżbieta Druzd, polska lekkoatletka, wieloboistka
  - Hiroaki Hiraoka, japoński judoka
  - Kris Humphries, amerykański koszykarz
  - Jōji Katō, japoński łyżwiarz szybki
  - Crystal Reed, amerykańska aktorka
  - Yang Yu, chińska pływaczka
- 1986:
  - Amanda Ammar, kanadyjska biegaczka narciarska
  - Dane DeHaan, amerykański aktor
  - Alice Greczyn, amerykańska aktorka
  - Sopo Niżaradze, gruzińska piosenkarka, kompozytorka, aktorka
  - Carlos Sánchez, kolumbijski piłkarz
  - Neha Uberoi, amerykańska tenisistka
  - Eva Vrabcová-Nývltová, czeska biegaczka narciarska, lekkoatletka, biegaczka długodystansowa
- 1987:
  - Pedro Álvarez, dominikański baseballista
  - Marija Fominych, rosyjska szachistka
  - Hayato Ichihara, japoński aktor
  - Miika Lahti, fiński hokeista
  - Jackson Mwanza, zambijski piłkarz
  - Danijela Nikić, bośniacka siatkarka
  - Monika Olkiewicz, polska lekkoatletka, skoczkini w dal
  - Sarah Stork, niemiecka aktorka
  - Travis Wood, amerykański baseballista
- 1988:
  - Bounkou Camara, mauretańska lekkoatletka, sprinterka
  - Anna Diop, amerykańska aktorka
  - Jorge Maqueda, hiszpański piłkarz ręczny
  - Musa Moguszkow, rosyjski judoka
  - Marat Szachmetow, kazachski piłkarz
  - Bahar Toksoy Guidetti, turecka siatkarka
- 1989:
  - Alena Amialusik, białoruska kolarka
  - Sophie Bennett, kanadyjska aktorka, piosenkarka
  - Craig Cathcart, północnoirlandzki piłkarz
  - Jonny Flynn, amerykański koszykarz
  - Alicja Grygier, polska zawodniczka jeździectwa sportowego
  - Vakaharia Khyati, indyjska lekkoatletka, tyczkarka
- 1990:
  - Theerathon Bunmathan, tajski piłkarz
  - Adam Henrique, kanadyjski hokeista pochodzenia portugalsko-polskiego
  - Li Yanmei, chińska lekkoatletka, trójskoczkini
  - C.J. Williams, amerykański koszykarz
- 1991:
  - Aleksandar Katai, serbski piłkarz pochodzenia węgiersko-ukraińskiego
  - Jarrod Killey, australijski pływak
  - Ida Njåtun, norweska łyżwiarka szybka
  - Oliver Petrak, chorwacki piłkarz
  - Anna Sidorowa, rosyjska curlerka
  - Patryk Szczurek, polski siatkarz
  - Zhang Mengxue, chińska strzelczyni sportowa
- 1992:
  - Dai Jun, chiński pływak
  - Dodô, brazylijski piłkarz
  - Solomon Kwirkwelia, gruziński piłkarz
  - Eva Lubbers, holenderska lekkoatletka, sprinterka
  - Wellington Nem, brazylijski piłkarz
  - Mahatma Otoo, ghański piłkarz
- 1993:
  - Tróndur Jensen, farerski piłkarz
  - Michał Kaczyński, polski siatkarz
  - Kim Bo-reum, południowokoreańska łyżwiarka szybka
  - Nemanja Radoja, serbski piłkarz
  - Henrique da Silva, brazylijski lekkoatleta, trójskoczek
- 1994:
  - Gracyenne Alves, brazylijska zapaśniczka
  - Ezequiel Ávila, argentyński piłkarz
  - Aldrich Bailey, amerykański lekkoatleta, sprinter
  - Paweł Genda, polski piłkarz ręczny
  - Charlie Heaton, brytyjski aktor
  - Christopher Latham, brytyjski kolarz torowy i szosowy
  - Serhij Nykyforow, ukraiński lekkoatleta, skoczek w dal
  - Serhij Reheda, ukraiński lekkoatleta, młociarz
  - Davy Roef, belgijski piłkarz, bramkarz
  - Ewelina Tobiasz, polska siatkarka
  - Daniel Torres, brazylijski zawodnik mieszanych sztuk walki
  - Aly Yirango, malijski piłkarz, bramkarz
- 1995:
  - Leon Goretzka, niemiecki piłkarz
  - Jorrit Hendrix, holenderski piłkarz
  - Damian Jeszke, polski koszykarz
  - Justs, łotewski piosenkarz
  - Jacqueline Lölling, niemiecka skeletonistka
  - Sam McQueen, angielski piłkarz
  - Christophele Ouattara, burkińska lekkoatletka, trójskoczkini
  - Jacob Paul, brytyjski lekkoatleta, płotkarz
  - Suad Sahiti, kosowski piłkarz
  - Nyck de Vries, holenderski kierowca wyścigowy
- 1996:
  - Kevon Looney, amerykański koszykarz
  - Justina Mikulskytė, litewska tenisistka
  - Liadagmis Povea, kubańska lekkoatletka, trójskoczkini
  - Kaisei Yui, japoński lekkoatleta, sprinter
- 1997:
  - Jannes Horn, niemiecki piłkarz
  - Djibril Sow, szwajcarski piłkarz pochodzenia senegalskiego
- 1998:
  - Daniel Gołębiowski, polski koszykarz
  - Nika Kwantaliani, gruziński piłkarz
  - Judith Sierra, nikaraguańska zapaśniczka
- 1999:
  - Albina, chorwacka piosenkarka
  - Ołeksij Chachlow, ukraiński piłkarz
  - Jonathan Jones, barbadoski lekkoatleta, sprinter
- 2000:
  - Julija Polaczichina, rosyjska modelka
  - Conor Gallagher, angielski piłkarz
  - Aleksandra Gryka, polska siatkarka
  - Jørgen Strand Larsen, duński piłkarz
  - Teuraiterai Tupaia, francuski lekkoatleta, oszczepnik pochodzenia polinezyjskiego
- 2001:
  - Agustín Amado, urugwajski piłkarz
  - Philomon Baffour, ghański piłkarz
  - Muhamet Hyseni, kosowski piłkarz
- 2002:
  - Nikola Ćetković, bośniacki piłkarz, bramkarz
  - Dawid Piłat, polski lekkoatleta, młociarz
- 2004:
  - Ludwika, księżniczka belgijska
  - Shun Satō, japoński łyżwiarz figurowy
  - Adam Wharton, angielski piłkarz
- 2006 – Thomas Lemagner, francuski wspinacz sportowy
- 2010 – Kim Ha-yeon, południowokoreańska aktorka

## Zmarli
- 200 – Chūai, cesarz Japonii (ur. ?)
- 743 – Hiszam ibn Abd al-Malik, kalif z dynastii Umajjadów (ur. 691)
- 891 – Focjusz I Wielki, patriarcha Konstantynopola, święty prawosławny (ur. ok. 810)
- 1182 – Valentin, czeski duchowny katolicki, biskup praski pochodzenia niemieckiego (ur. ?)
- 1216 – Tokimasa Hōjō, regent Japonii (ur. 1138)
- 1219 – Robert Corson, angielski kardynał, teolog, krzyżowiec (ur. ?)
- 1292 – Wilhelm VII, markiz Montferratu (ur. ok. 1240)
- 1317 – Brynolf Algotsson, szwedzki duchowny katolicki, biskup Skary, święty (ur. ok. 1250)
- 1378 – Joanna Burbon, królowa Francji (ur. 1338)
- 1380 – Florian Mokrski, polski duchowny katolicki, biskup krakowski (ur. ok. 1305)
- 1390 – Adolf I z Nassau, niemiecki duchowny katolicki, arcybiskup Moguncji, książę-elektor Rzeszy (ur. ok. 1353)
- 1456 – Piotr II Nowak, polski duchowny katolicki, biskup wrocławski (ur. ?)
- 1497 – Johannes Ockeghem, flamandzki kompozytor (ur. ?)
- 1515 – Aldo Manuzio, włoski drukarz (ur. 1449/50)
- 1539 – Jan Pokojowy, książę Jülich, książę Bergu i hrabia Ravensbergu, książę Kleve i hrabia Mark (jako Jan III) (ur. 1490)
- 1552 – Henryk V Zgodny, książę Meklemburgii i Meklemburgii-Schwerin (ur. 1479)
- 1553 – Ernest, margrabia Badenii-Durlach (ur. 1482)
- 1554 – Arnold von Bruck, flamandzki kompozytor (ur. ok. 1500)
- 1582 – Bonifacy z Raguzy, dalmacki franciszkanin, nuncjusz papieski, biskup Stonu (ur. 1504)
- 1593:
  - Jacques Amyot, francuski pisarz (ur. 1513)
  - Ōgimachi, cesarz Japonii (ur. 1517)
- 1597 – Franciscus Patricius, chorwacki i włoski filozof renesansowy (ur. 1529)
- 1600 – Hieronim Rozdrażewski, polski duchowny katolicki, biskup kujawski, dyplomata, sekretarz wielki koronny, bibliofil, mecenas sztuki (ur. 1546)
- 1612 – Christoph Clavius, włoski matematyk, astronom (ur. 1538)
- 1660 – Martin de Redin, wielki mistrz zakonu joannitów (ur. 1572)
- 1679 – Małgorzata Medycejska, księżniczka Toskanii, księżna Parmy, Piacenzy i Castro (ur. 1612)
- 1683 – Albert Ernest I, książę Oettingen (ur. 1642)
- 1685 – Karol II Stuart, król Anglii i Szkocji (ur. 1630)
- 1695 – Ahmed II, sułtan Imperium osmańskiego (ur. 1643)
- 1722 – Thomas Abney, brytyjski polityk (ur. 1640)
- 1740 – Klemens XII, papież (ur. 1652)
- 1745 – Teodor Józef Lubomirski, polski ziemianin, polityk, feldmarszałek austriacki (ur. 1683)
- 1751 – Bartłomiej Szołdrski, polski szlachcic, polityk (ur. ?)
- 1761 – Klemens August Wittelsbach, książę bawarski, elektor Rzeszy, arcykanclerz Włoch, arcybiskup Kolonii (ur. 1700)
- 1775 – William Dowdeswell, brytyjski arystokrata, polityk (ur. 1721)
- 1785 – John Belchier, brytyjski chirurg (ur. 1706)
- 1793 – Carlo Goldoni, włoski dramatopisarz (ur. 1707)
- 1804 – Joseph Priestley, brytyjski duchowny, chemik, filozof, pedagog (ur. 1733)
- 1809 – Francesco Azopardi, maltański kompozytor (ur. 1748)
- 1825 – John Connolly, irlandzki duchowny katolicki, biskup Nowego Jorku (ur. 1750)
- 1829 – Teodor Radziejowski, polski pułkownik (ur. 1766)
- 1830 – Antoni Leszczyński, polski fortepianmistrz (ur. po 1780)
- 1831 – Kajetan Augustyn Warteresiewicz, polski duchowny ormiańskokatolicki, arcybiskup lwowski (ur. 1755)
- 1833:
  - Fausto Elhuyar, hiszpański chemik (ur. 1755)
  - Pierre-André Latreille, francuski zoolog, entomolog (ur. 1762)
- 1834 – Richard Lemon Lander, brytyjski podróżnik, odkrywca (ur. 1804)
- 1838 – Pieter Retief, burski polityk, wojskowy (ur. 1780)
- 1855 – Josef Munzinger, szwajcarski polityk, prezydent Szwajcarii (ur. 1791)
- 1859 – Jane Stirling, szkocka pianistka (ur. 1804)
- 1861 – Anton von Magnis, niemiecki hrabia, ziemianin, przemysłowiec (ur. 1785)
- 1865 – Mrs Beeton, brytyjska pisarka (ur. 1836)
- 1872 – Maria Springer, polska poetka, filantropka (ur. 1824)
- 1879 – Miķelis Krogzemis, łotewski poeta, publicysta, tłumacz, pedagog (ur. 1850)
- 1880 – Edward Barron Chandler, kanadyjski polityk (ur. 1800)
- 1881 – Konstantin Thon, rosyjski architekt, wykładowca akademicki pochodzenia niemieckiego (ur. 1794)
- 1885 – August Reinsdorf, niemiecki anarchista (ur. 1849)
- 1887 – Antoni Tarnowski, polski tancerz (ur. 1822)
- 1889 – Gustaw Lewita, polski pianista, kompozytor (ur. 1853)
- 1894:
  - Theodor Billroth, austriacki chirurg (ur. 1829)
  - Maria Deraismes, francuska pisarka, aktywistka (ur. 1828)
- 1896 – John Gibbon, amerykański generał (ur. 1827)
- 1897:
  - Raffaele Cadorna, włoski hrabia, generał (ur. 1815)
  - Hajime Sakaki, japoński psychiatra, wykładowca akademicki (ur. 1856)
- 1898 – Leopold Löffler, polski malarz (ur. 1827)
- 1899:
  - Leo von Caprivi, niemiecki wojskowy, polityk, kanclerz Rzeszy, premier Prus (ur. 1831)
  - Alfred von Sachsen-Coburg-Gotha, brytyjski książę (ur. 1874)
  - Ramón Verea, hiszpański wynalazca (ur. 1833)
- 1900:
  - Uladislao Javier Castellano, argentyński duchowny katolicki, biskup pomocniczy Córdoby, arcybiskup Buenos Aires (ur. 1834)
  - Piotr Ławrow, rosyjski działacz rewolucyjny, myśliciel, publicysta (ur. 1823)
- 1902 – Agostino Ciasca, włoski kardynał, wysoki urzędnik Kurii Rzymskiej (ur. 1835)
- 1903:
  - Petko Karawełow, bułgarski prawnik, polityk, premier Bułgarii (ur. 1843)
  - Leon Noras, polski franciszkanin konwentualny, kaznodzieja (ur. 1834)
  - Adolf Rothe, polski psychiatra, historyk medycyny (ur. 1832)
- 1905:
  - Roderyk Als, polski adwokat, działacz społeczny, zastępca burmistrza Rzeszowa (ur. 1839)
  - Maria Teresa Bonzel, niemiecka zakonnica, błogosławiona (ur. 1830)
- 1907:
  - Gottlieb Burckhardt, szwajcarski psychiatra, wykładowca akademicki (ur. 1836)
  - Victor Henry, francuski językoznawca, wykładowca akademicki (ur. 1850)
- 1908 – Carl Wenig, rosyjski malarz, pedagog pochodzenia niemieckiego (ur. 1830)
- 1910 – Alfons Maria Fusco, włoski duchowny katolicki, święty (ur. 1839)
- 1913 – Francesco Spinelli, włoski duchowny katolicki, święty (ur. 1853)
- 1916 – Rubén Darío, nikaraguański dziennikarz, pisarz, dyplomata (ur. 1867)
- 1918 – Gustav Klimt, austriacki malarz, grafik (ur. 1862)
- 1920 – Bernard Stern, polski przemysłowiec, samorządowiec, polityk, burmistrz Buczacza i poseł na Sejm Ustawodawczy pochodzenia żydowskiego (ur. 1848)
- 1923:
  - Edward Emerson Barnard, amerykański astronom (ur. 1857)
  - Gerdt von Bassewitz, niemiecki pisarz (ur. 1878)
- 1927:
  - Mateusz Correa Megallanes, meksykański duchowny katolicki, męczennik, święty (ur. 1866)
  - Max Dreblow, niemiecki fotograf (ur. 1869)
- 1929 – Maria Krystyna, królowa i regentka Hiszpanii (ur. 1858)
- 1930:
  - Edmund Gomansky, niemiecki rzeźbiarz (ur. 1854)
  - Władysław Niedźwiedzki, polski językoznawca, etnograf, leksykograf, pedagog (ur. 1849)
- 1931 – Motilal Nehru, indyjski prawnik, działacz niepodległościowy, polityk (ur. 1861)
- 1932 – Hermann Ottomar Herzog, amerykański malarz pochodzenia niemieckiego (ur. 1832)
- 1935 – Jackson Showalter, amerykański szachista (ur. 1860)
- 1936 – Wilhelm Solf, niemiecki dyplomata, polityk, gubernator Samoa Niemieckiego (ur. 1862)
- 1938 – Marianne von Werefkin, rosyjska malarka (ur. 1860)
- 1940:
  - Joseph V. Flynn, amerykański polityk (ur. 1883)
  - Nikołaj Nikołajew-Żurid, radziecki funkcjonariusz służb specjalnych (ur. 1897)
- 1941 – Maximilien Luce, francuski malarz, grafik, anarchista (ur. 1858)
- 1942:
  - Stanisław Gąsienica Sobczak, polski rzeźbiarz, ceramik (ur. 1883)
  - Jaan Soots, estoński generał major, dyplomata, polityk (ur. 1880)
  - Tadeusz Styczyński, polski duchowny katolicki, polityk, poseł na Sejm Ustawodawczy (ur. 1870)
- 1943:
  - Stefan Rychter, polski major (ur. 1906)
  - Hendrik Seyffardt, holenderski generał, działacz i publicysta faszystowski (ur. 1872)
  - Tadeusz Sokołowski, polski oficer WP i AK, cichociemny, jeździec sportowy (ur. 1905)
- 1944:
  - Samuli Paulaharju, fiński etnograf, pisarz (ur. 1875)
  - Marian Senger, polski harcerz, żołnierz AK (ur. 1923)
- 1945:
  - Siergiej Bamburow, radziecki podpułkownik (ur. 1914)
  - Robert Brasillach, francuski poeta, dramaturg, prozaik, krytyk literacki, publicysta, tłumacz (ur. 1909)
  - Géza Kertész, węgierski piłkarz, trener (ur. 1894)
  - Ryszard Knosała, polski nauczyciel, działacz narodowy (ur. 1907)
  - Ahmadjon Qurbonov, radziecki major (ur. 1921)
  - István Tóth, węgierski piłkarz, trener (ur. 1891)
- 1946:
  - Gustav Böß, niemiecki polityk, burmistrz Berlina (ur. 1873)
  - Oswald Kabasta, austriacki dyrygent (ur. 1896)
- 1948 – John Sankey, brytyjski prawnik, polityk (ur. 1866)
- 1949:
  - Hiroaki Abe, japoński wiceadmirał (ur. 1889)
  - Ernst Estlander, fiński żeglarz sportowy (ur. 1870)
- 1952:
  - Harald Paumgarten, austriacki narciarz alpejski i klasyczny (ur. 1904)
  - Beniamin Perelmuter, polski architekt, inżynier pochodzenia żydowskiego (ur. 1899)
  - Gieorgij Szpagin, rosyjski konstruktor broni strzeleckiej (ur. 1895)
  - Jerzy VI Windsor, król Wielkiej Brytanii (ur. 1895)
- 1953:
  - Joseph Finger, amerykański architekt pochodzenia żydowskiego (ur. 1887)
  - Edgar Norton, brytyjsko-amerykański aktor (ur. 1868)
  - Mieczysław Oborski, polski pułkownik (ur. 1900)
- 1954 – Friedrich Meinecke, niemiecki historyk, wykładowca akademicki (ur. 1862)
- 1955:
  - Constantin Argetoianu, rumuński prawnik, lekarz, polityk, premier Rumunii (ur. 1871)
  - Bronisław Chojnacki, polski nauczyciel, polityk, poseł na Sejm RP (ur. 1895)
- 1956:
  - Henri Chrétien, francuski astronom, wynalazca (ur. 1879)
  - Ennis Hayes, argentyński piłkarz pochodzenia angielskiego (ur. 1896)
  - Joseph Rumshinsky, amerykański kompozytor pochodzenia żydowskiego (ur. 1879)
  - Władysław Tryliński, polski inżynier komunikacji (ur. 1878)
- 1957 – Anastazy Landau, polski internista (ur. 1876)
- 1958 – Ofiary katastrofy lotniczej w Monachium:
  - Geoff Bent, angielski piłkarz (ur. 1932)
  - Roger Byrne, angielski piłkarz (ur. 1929)
  - Eddie Colman, angielski piłkarz (ur. 1936)
  - Tom Curry, angielski trener piłkarski (ur. 1894)
  - Mark Jones, angielski piłkarz (ur. 1932)
  - David Pegg, angielski piłkarz (ur. 1935)
  - Frank Swift, angielski piłkarz, bramkarz (ur. 1913)
  - Tommy Taylor, angielski piłkarz (ur. 1932)
  - Bert Whalley, angielski piłkarz, trener (ur. 1913)
  - Liam Whelan, irlandzki piłkarz (ur. 1935)
- 1961:
  - Bronisława Bobrowska, polska działaczka oświatowa, socjalistyczna, niepodległościowa i feministyczna (ur. 1876)
  - Lawrence Dundas, brytyjski arystokrata, polityk (ur. 1876)
  - Reinhard Machold, austriacki polityk, samorządowiec (ur. 1879)
  - George Schnéevoigt, duński reżyser filmowy (ur. 1893)
  - Helena Skłodowska-Szalay, polska nauczycielka, działaczka oświatowa (ur. 1866)
- 1962:
  - Husajn al-Chalidi, jordański polityk, premier Jordanii (ur. 1895)
  - Wacław Tadeusz Dobrzyński, polski prawnik, dyplomata (ur. 1886)
  - Władysław Dziewulski, polski astronom (ur. 1878)
  - Candido Portinari, brazylijski malarz (ur. 1903)
- 1963:
  - Abd al-Karim, marokański przywódca walk antykolonialnych, prawnik, dziennikarz, polityk, jedyny prezydent Republiki Rifu (ur. 1882)
  - Piero Manzoni, włoski malarz (ur. 1933)
  - Heinrich Felix Schmid, austriacki historyk, slawista, wykładowca akademicki (ur. 1896)
- 1964 – Emilio Aguinaldo, filipiński działacz niepodległościowy, polityk, pierwszy prezydent Filipin (ur. 1869)
- 1965 – Kazimierz Jacynik, polski generał brygady (ur. 1878)
- 1967:
  - Martine Carol, francuska aktorka (ur. 1920)
  - Henry Morgenthau, amerykański polityk (ur. 1891)
  - Wojciech Tomaka, polski duchowny katolicki, biskup pomocniczy przemyski (ur. 1875)
- 1971 – Elena Georguievna de Leuchtenberg, rosyjska arystokratka (ur. 1902)
- 1972:
  - Jelena Lozanić Frotingham, serbska pielęgniarka, działaczka humanitarna i na rzecz praw kobiet (ur. 1885)
  - Emil Maurice, niemiecki zegarmistrz, funkcjonariusz nazistowski, szef sztabu SA (ur. 1897)
  - Julian Steward, amerykański antropolog, wykładowca akademicki (ur. 1902)
  - Boris Szpitalny, rosyjski konstruktor broni strzeleckiej (ur. 1902)
- 1973 – Ira Sprague Bowen, amerykański astronom, astrofizyk (ur. 1898)
- 1975 – Keith Park, nowozelandzki pilot wojskowy, as myśliwski (ur. 1892)
- 1976 – Jan van Breda Kolff, holenderski piłkarz (ur. 1894)
- 1979:
  - Teofil Chodzidło, polski duchowny katolicki, religioznawca, etnolog, wykładowca akademicki (ur. 1909)
  - George Norman Clark, brytyjski historyk, wykładowca akademicki (ur. 1890)
  - Issa Plijew, radziecki generał arnii, polityk (ur. 1903)
- 1980 – József Galambos, węgierski lekkoatleta, maratończyk (ur. 1900)
- 1981 – Józef Prutkowski, polski poeta, satyryk (ur. 1915)
- 1982:
  - Ivan Gajer, chorwacki piłkarz (ur. 1909)
  - Bolesław Gierych, polski architekt (ur. 1910)
- 1983:
  - Jack Grossman, amerykański futbolista pochodzenia polsko-żydowskiego (ur. 1910)
  - Jan Kulas, polski nauczyciel, polityk, poseł na Sejm PRL (ur. 1908)
- 1984:
  - Jorge Guillén, hiszpański poeta (ur. 1893)
  - Józef Łodyński, polski aktor (ur. 1919)
  - Ahmad az-Zahir, izraelski polityk narodowości arabskiej (ur. 1906)
- 1985:
  - James Hadley Chase, brytyjski pisarz (ur. 1906)
  - Inger Hagerup, norweska pisarka, poetka, dramaturg (ur. 1905)
- 1986 – Minoru Yamasaki, amerykański architekt pochodzenia japońskiego (ur. 1912)
- 1988 – Faina Jepifanowa, rosyjska animatorka (ur. 1907)
- 1989:
  - André Cayatte, francuski reżyser filmowy (ur. 1909)
  - Chris Gueffroy, Niemiec, ostatnia osoba zabita podczas próby ucieczki przez mur berliński (ur. 1968)
  - Antoni Łaciak, polski skoczek narciarski (ur. 1939)
  - Barbara W. Tuchman, amerykańska historyk (ur. 1912)
- 1990 – Erwin Nowiaszek, polski aktor (ur. 1932)
- 1991:
  - Salvador Luria, włoski biolog, laureat Nagrody Nobla (ur. 1912)
  - Stanisław Sorokin, rosyjski bokser (ur. 1941)
  - Danny Thomas, amerykański piosenkarz, aktor (ur. 1912)
  - María Zambrano, hiszpańska pisarka, filozof (ur. 1904)
- 1992 – Jadwiga Zubrycka, polska robotnica, aktywistka komunistyczna, polityk, przewodnicząca prezydium Miejskiej Rady Narodowej w Białegostoku, poseł na Sejm PRL (ur. 1909)
- 1993 – Arthur Ashe, amerykański tenisista (ur. 1943)
- 1994:
  - Joseph Cotten, amerykański aktor (ur. 1905)
  - Jack Kirby, amerykański twórca komiksów (ur. 1917)
  - Luis Alberto Sánchez, peruwiański adwokat, prawnik, historyk, polityk, premier Peru (ur. 1900)
- 1995:
  - James Merrill, amerykański poeta (ur. 1926)
  - Art Taylor, amerykański perkusista jazzowy (ur. 1929)
- 1996 – Guy Madison, amerykański aktor (ur. 1922)
- 1997 – Ivan Skála, czeski poeta, tłumacz, polityk (ur. 1922)
- 1998:
  - Falco, austriacki piosenkarz, kompozytor (ur. 1957)
  - Wiesław Niewiadomski, polski przestępca (ur. 1946)
  - Ferenc Sidó, węgierski tenisista stołowy (ur. 1923)
  - Toshiaki Tanaka, japoński tenisista stołowy (ur. 1935)
  - Carl Wilson, amerykański muzyk, kompozytor, autor tekstów, członek zespołu The Beach Boys (ur. 1946)
- 1999:
  - Erwin Blask, niemiecki lekkoatleta, młociarz (ur. 1910)
  - Jurij Istomin, ukraiński piłkarz, trener (ur. 1944)
- 2000 – Derroll Adams, amerykański piosenkarz folkowy (ur. 1925)
- 2001 – Folke Lind, szwedzki piłkarz (ur. 1913)
- 2002 – Max Perutz, brytyjski biochemik, krystalograf pochodzenia austriackiego, laureat Nagrody Nobla (ur. 1914)
- 2003 – José Craveirinha, mozambicki dziennikarz, poeta (ur. 1922)
- 2004 – David Meyrick, brytyjski wioślarz (ur. 1926)
- 2005:
  - Piotr Buldeski, polski piosenkarz, gitarzysta, kompozytor, tłumacz (ur. 1949)
  - Elbert Carvel, amerykański polityk (ur. 1910)
  - Hubert Curien, francuski fizyk, wykładowca akademicki, polityk (ur. 1924)
  - Duan Xuefu, chiński matematyk, wykładowca akademicki (ur. 1914)
  - Armin Müller, niemiecki poeta, prozaik, aforysta, malarz (ur. 1928)
- 2006:
  - Siergiej Docenko, uzbecki piłkarz, trener pochodzenia ukraińskiego (ur. 1947)
  - Karin Struck, niemiecka pisarka (ur. 1947)
- 2007:
  - Wolfgang Bartels, niemiecki narciarz alpejski (ur. 1940)
  - Frankie Laine, amerykański piosenkarz (ur. 1913)
  - Willye White, amerykańska lekkoatletka (ur. 1939)
- 2008:
  - Jerzy Fabijanowski, polski leśnik, wykładowca akademicki (ur. 1916)
  - Józef Gąsienica Daniel, polski narciarz, kombinator norweski (ur. 1945)
  - Ruth Stafford Peale, amerykańska działaczka religijna (ur. 1906)
  - Tony Rolt, brytyjski kierowca wyścigowy (ur. 1918)
  - Felicja Sieracka, polska szarytka (ur. 1915)
- 2009:
  - Philip Carey, amerykański aktor (ur. 1925)
  - Maciej Nałęcz, polski biocybernetyk, polityk (ur. 1922)
  - James Whitmore, amerykański aktor (ur. 1921)
- 2010:
  - Albert Booth, brytyjski polityk (ur. 1928)
  - Marian Cieślak, polski prawnik (ur. 1921)
  - Kipkemboi Kimeli, kenijski lekkoatleta, długodystansowiec (ur. 1966)
- 2011:
  - Jerzy Banaśkiewicz, polski duchowny katolicki, poeta (ur. 1937)
  - Ryszard Dudek, polski dyrygent, pedagog (ur. 1936)
  - Josefa Iloilo, fidżyjski polityk, prezydent Fidżi (ur. 1920)
  - Gary Moore, północnoirlandzki gitarzysta, kompozytor, członek zespołów: Skid Row i Thin Lizzy (ur. 1952)
  - Ken Olsen, amerykański inżynier (ur. 1926)
  - Magdalena Tesławska, polska kostiumografka filmowa i teatralna (ur. 1945)
- 2012:
  - Juan Lezcano, paragwajski piłkarz (ur. 1937)
  - Władysław Ogrodziński, polski pisarz (ur. 1918)
  - Antonio Tàpies, hiszpański malarz, grafik (ur. 1923)
- 2013:
  - Szukri Balid, tunezyjski prawnik, polityk (ur. 1964)
  - Joseph Madec, francuski duchowny katolicki, biskup Fréjus-Toulon (ur. 1923)
  - Mo-Do, włoski wykonawca muzyki eurodance i techno (ur. 1966)
  - Jan Pluta, polski muzyk, perkusista, członek zespołu Kombi (ur. 1953)
  - Douglas Warren, australijski duchowny katolicki, biskup Wilcannia-Forbes (ur. 1919)
- 2014:
  - Vasil Biľak, słowacki polityk (ur. 1917)
  - Robert Dahl, amerykański politolog, socjolog (ur. 1915)
  - Ralph Kiner, amerykański baseballista (ur. 1922)
  - Vaçe Zela, albańska piosenkarka (ur. 1939)
- 2015:
  - André Brink, południowoafrykański pisarz (ur. 1935)
  - Oleg Czernikow, rosyjski szachista (ur. 1936)
  - Assia Djebar, algierka pisarka (ur. 1936)
  - Artur Dobiszewski, polski wokalista, gitarzysta, członek zespołu Ta Joj (ur. 1962)
  - Alan Nunnelee, amerykański polityk (ur. 1958)
- 2016:
  - Tomasz J. Kowalski, polski historyk i popularyzator lotnictwa, instruktor modelarski (ur. 1945)
  - Anisa Machluf, syryjska nauczycielka, pierwsza dama (ur. 1930)
  - Tadeusz Martusewicz, polski geodeta (ur. 1935)
  - Jan Trębski, polski nauczyciel, działacz oświatowy i samorządowy (ur. 1926)
- 2017:
  - Mariola Chomczyńska-Rubacha, polska pedagog (ur. 1958)
  - Irwin Corey, amerykański aktor, komik (ur. 1914)
  - Zbigniew Klewiado, polski przedsiębiorca (ur. 1949)
  - Alec McCowen, brytyjski aktor (ur. 1925)
  - Inge Keller, niemiecka aktorka (ur. 1923)
  - Raymond Smullyan, amerykański matematyk, logik, filozof (ur. 1919)
  - Roger Walkowiak, francuski kolarz szosowy (ur. 1927)
  - Joost van der Westhuizen, południowoafrykański rugbysta (ur. 1971)
- 2018:
  - Liliana Bodoc, argentyńska pisarka (ur. 1958)
  - Joe Knollenberg, amerykański polityk (ur. 1933)
  - Brunello Spinelli, włoski piłkarz wodny (ur. 1939)
- 2019:
  - Rudolf Assauer, niemiecki piłkarz, trener, menedżer (ur. 1944)
  - Manfred Eigen, niemiecki biofizyk, laureat Nagrody Nobla (ur. 1927)
  - Todor Kawałdżiew, bułgarski więzień polityczny, polityk, wiceprezydent (ur. 1934)
  - Jairo do Nascimento, brazylijski piłkarz (ur. 1946)
  - Rosamunde Pilcher, brytyjska pisarka (ur. 1924)
  - Michał Świder, polski malarz (ur. 1962)
  - Tilly van der Zwaard, holenderska lekkoatletka, sprinterka (ur. 1938)
- 2020:
  - Josif Droboniku, albański malarz (ur. 1952)
  - Gioacchino Illiano, włoski duchowny katolicki, biskup Nocera Inferiore-Sarno (ur. 1935)
  - Jan Liberda, polski piłkarz, trener (ur. 1936)
  - Romuald Lipko, polski multiinstrumentalista, kompozytor, członek zespołu Budka Suflera (ur. 1950)
  - Nello Santi, włoski dyrygent (ur. 1931)
- 2021:
  - Afonso Fioreze, brazylijski duchowny katolicki, biskup Luziânii (ur. 1942)
  - Jacek Gaj, polski grafik, rysownik (ur. 1938)
  - Krzysztof Kowalewski, polski aktor (ur. 1937)
  - George P. Shultz, amerykański polityk, dyplomata, sekretarz skarbu i stanu (ur. 1920)
- 2022:
  - Horst Bertl, niemiecki piłkarz, trener (ur. 1947)
  - George Crumb, amerykański kompozytor (ur. 1929)
  - Ronnie Hellström, szwedzki piłkarz (ur. 1949)
  - Syl Johnson, amerykański wokalista i gitarzysta bluesowy, producent muzyczny (ur. 1936)
  - Ryszard Kubiak polski wioślarz (ur. 1950)
  - Lata Mangeshkar, indyjska piosenkarka (ur. 1929)
  - Zdzisław Jan Ryn, polski psychiatra, publicysta, dyplomata (ur. 1938)
  - Przemysław Strach, polski prawnik, sędzia, urzędnik państwowy, działacz sportowy (ur. 1955)
- 2023:
  - Greta Andersen, duńska pływaczka (ur. 1927)
  - Niamh Bhreathnach, irlandzka nauczycielka, działaczka samorządowa, polityk, minister edukacji (ur. 1945)
  - John Moeti, południowoafrykański piłkarz (ur. 1967)
  - Lubomír Štrougal, czeski prawnik, polityk komunistyczny, premier Czechosłowacji (ur. 1924)
- 2024:
  - Miguel Ángel González, hiszpański piłkarz (ur. 1947)
  - John Bruton, irlandzki dyplomata, polityk, premier Irlandii (ur. 1947)
  - Michael Epstein, brytyjski patolog, wirusolog (ur. 1921)
  - Donald Kinsey, amerykański gitarzysta, wokalista, członek zespołu Bob Marley & The Wailers (ur. 1953)
  - Jerzy Kiwerski, polski ortopeda, profesor nauk medycznych (ur. 1937)
  - Alphonse Lemoine, francuski judoka (ur. 1933)
  - John Mahler, amerykański kierowca wyścigowy (ur. 1936)
  - Seiji Ozawa, japoński dyrygent (ur. 1935)
  - Sebastián Piñera, chilijski ekonomista, przedsiębiorca, polityk, prezydent Chile (ur. 1949)
  - Robert Milton Young, amerykański reżyser, scenarzysta, operator i producent filmowy (ur. 1924)
- 2025:
  - Peter Christensen, duński elektryk, polityk, minister ds. podatków, minister obrony (ur. 1975)
  - Tadeusz Krupa, polski inżynier, ekonomista, profesor nauk ekonomicznych, nauczyciel akademicki (ur. 1946)
  - Andrzej Marchel, polski piłkarz (ur. 1964)
  - Józef Stala, polski duchowny katolicki, katechetyk, profesor nauk teologicznych (ur. 1966)
  - Józef Zabielski, polski duchowny katolicki, teolog, etyk, profesor nauk teologicznych, wykładowca akademicki (ur. 1952)